# Megamind (soundtrack)
Megamind is de originele soundtrack van de gelijknamige film uit 2010, geregisseerd door Tom McGrath. De filmmuziek op het album werd gecomponeerd door Hans Zimmer en Lorne Balfe en uitgebracht op 2 november 2010 door Lakeshore Records.

## Achtergrond
Het album bevat naast de partituur van Zimmer en Balfe ook tracks van andere artiesten. De filmmuziek werd uitgevoerd door een orkest en het koor Metro Voices onder leiding van Gavin Greenaway. De opnames vonden plaats in de Abbey Road Studios en Air Studios in Londen en afgemixt bij Remote Control Productions in Los Angeles. Prominenten muzikanten waren onder andere Tom Holkenborg met drums en gitaar en Luís Jardim met basgitaar en gitaar.

## Tracklijst
Alle muziek is geschreven door Hans Zimmer en Lorne Balfe, tenzij anders vermeld.
| Nr. | Titel                                        | Artiest(en)                       | Duur |
| --- | -------------------------------------------- | --------------------------------- | ---- |
| 1.  | Giant Blue Head                              |                                   | 4:28 |
| 2.  | Tightenville (Hal's Theme)                   |                                   | 2:15 |
| 3.  | Bad to the Bone                              | George Thorogood & the Destroyers | 4:48 |
| 4.  | Stars and Tights                             |                                   | 1:25 |
| 5.  | Crab Nuggets                                 |                                   | 2:17 |
| 6.  | A Little Less Conversation (Junkie XL Remix) | Elvis Presley                     | 3:31 |
| 7.  | Mel-On-Cholly                                |                                   | 2:32 |
| 8.  | Ollo                                         |                                   | 3:06 |
| 9.  | Roxanne's Theme                              |                                   | 2:36 |
| 10. | Alone Again (Naturally)                      | Gilbert O'Sullivan                | 3:37 |
| 11. | Drama Queen                                  |                                   | 1:47 |
| 12. | Rejection in the Rain                        |                                   | 1:45 |
| 13. | Lovin' You                                   | Minnie Riperton                   | 3:23 |
| 14. | Black Mamba                                  |                                   | 1:13 |
| 15. | Game Over                                    |                                   | 3:21 |
| 16. | I'm the Bad Guy                              |                                   | 2:37 |
| 17. | Evil Lair                                    |                                   | 3:29 |

## Overige muziek uit de film
Muziek uit de film die niet op de officiële soundtrack staan zijn:
| Nummer                | Artiest(en)              |
| --------------------- | ------------------------ |
| Highway to Hell       | AC/DC                    |
| Crazy Train           | Ozzy Osbourne            |
| Mr. Blue Sky          | Electric Light Orchestra |
| Back in Black         | AC/DC                    |
| Bad                   | Michael Jackson          |
| Welcome to the Jungle | Guns N' Roses            |